# Познанські воєводи
По́знанський воєво́да (лат. Palatinus Posnaniensis, пол. Wojewoda Poznańskski) — регіональний уряд (посада) в Короні Польській Речі Посполитої. Голова Познанського воєводства та один із його сенаторів — представників воєводства в Сенаті Речі Посполитої. Місце резиденції воєводи — Познань. Другий за значенням після краківського воєводи.

## Воєводи

### До Королівства Ягеллонів
- Доброґост з Шамотул — з роду Шамотульських, загинув у битві під Усьцєм 1226 року[1]

### Період Королівства Ягеллонів (1385—1569)
- Сендзівуй Остроруг
- Станіслав Остроруг
- Ян Остроруг
- Анджей Шамотульський

### Період Речі Посполитої
| Станіслав Ґурка гербу Лодзя              | 1573-1592 |  |
| Єронім Гостомський гербу Наленч          | 1592-1609 |  |
| Ян Остроруг гербу Наленч                 | 1610-1622 |  |
| Петро Опалінський гербу Лодзя            | 1622-1624 |  |
| Станіслав Пшиємський гербу Равич         | 1624-1628 |  |
| Ян Опалінський гербу Лодзя               | 1628-1637 |  |
| Кшиштоф Опалінський гербу Лодзя          | 1637-1655 |  |
| Ян Лещинський гербу Венява               | 1655-1661 |  |
| Андрій-Кароль Грудзінський гербу Гжимала | 1661-1678 |  |
| Кшиштоф Гжимултовський гербу Нечуя       | 1679-1687 |  |
| Рафал Лещинський гербу Венява            | 1687-1692 |  |
| Войцех-Констянтин Бреза гербу Бреза      | 1692-1698 |  |
| Станіслав Малаховський гербу Наленч      | 1698-1699 |  |
| Станіслав Лещинський гербу Венява        | 1699-1709 |  |
| Франциск Галецький гербу Юноша           | 1709-1711 |  |
| Андрій Радомицький гербу Котвич          | 1711-1726 |  |
| Матвій Радомицький гербу Котвич          | 1726-1728 |  |
| Владислав Радомицький гербу Котвич       | 1728-1737 |  |
| Михайло-Казимир Рачинський гербу Наленч  | 1737      |  |
| Антоній-Юзей Понінський гербу Лодзя      | 1738-1742 |  |
| Людвік Шолдрський                        | 1742-1753 |  |
| Стефан Грачинський                       | 1753-1754 |  |
| Станіслав Потоцький                      | 1754-1760 |  |
| Флоріан Любенський                       | 1760-1765 |  |
| Антоній Барнаба Яблоновський             | 1765-1778 |  |
| Август-Казимир Сулковський гербу Сулима  | 1778-1786 |  |
| Юзеф-Клемент Мельжинський                | 1786-1793 |  |